# 프란시스코 페르난데스 오초아
프란시스코 페르난데스 오초아(스페인어: Francisco Fernández Ochoa, 1950년 2월 25일~2006년 11월 6일)는 스페인의 알파인 스키 선수이다. 1972년 동계 올림픽 회전 부문에서 금메달을 획득하며 스페인 최초의 동계 올림픽 금메달리스트이자 메달리스트가 되었다.